# Jacob Sigisbert Adam
Jacob-Sigisbert Adam (28 de octubre de 1670, Nancy - 6 de mayo de 1747, Nancy) fue un escultor barroco francés.
Jacob-Sigisbert Adam fue un escultor de renombre y trabajó para Luis XIV y Luis XV, en Metz y en París. Con sus padres, hijos y nietos forma parte de la dinastía de escultores conocida como familia Adam.
En París, trabajó, como su hijo Lambert-Sigisbert, en el taller de François Dumont.
De sus tres hijos que siguieron sus enseñanzas, Lambert Sigisbert Adam (* 1700; † 1759) fue el más célebre. Trabajó con su hermano Nicolas Sébastien Adam (* 1705; † 1778). El hijo pequeño François Gaspard Balthazar Adam fue escultor en la corte de Federico II de Prusia. 
Por parte de su hija Anna, que contrajo matrimonio con el escultor Thomas Michel de Metz, Jacob-Sigisbert Adam fue el abuelo del célebre escultor Clodion y del menos conocido Sigisbert François Michel.

## Bibliografía

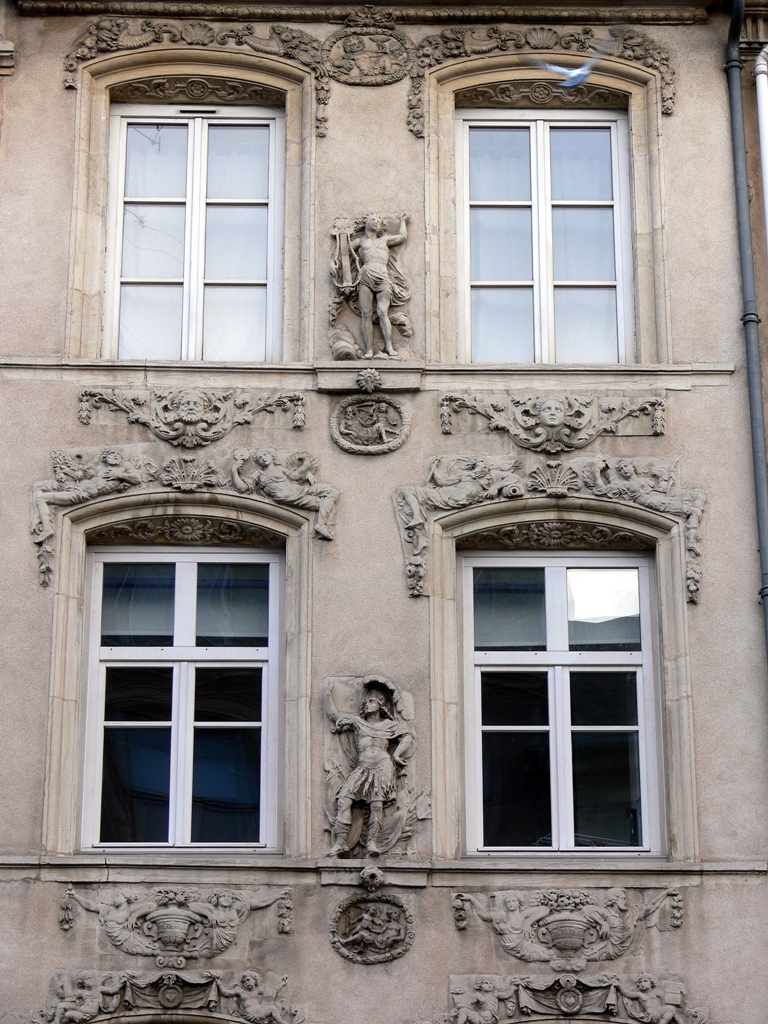
detalle de la fachada de la casa de la familia Adam en Nancy